# Marc Pubill
Marc Pubill, né le 20 juin 2003 à Manresa en Espagne, est un footballeur espagnol qui évolue au poste d'arrière droit à l'Atlético de Madrid.

## Biographie

### En club
Né à Manresa en Espagne, Marc Pubill commence le football dans le club local du CE Manresa (en) avant d'être formé par l'RCD Espanyol de Barcelone. Il passe également par le Gimnàstic Manresa avant de rejoindre le Levante UD en 2020. En août 2021 il est intégré à l'équipe première pour les matchs amicaux de présaison.
Il joue son premier match en professionnel lors d'une rencontre de Liga le 20 décembre 2021, lors d'un derby contre le Valence CF. Il est titularisé et son équipe est battue par quatre buts à trois,. Lors de cette saison 2021-2022, il ne peut empêcher la relégation de son équipe, Levante terminant 19e et officiellement reléguée le 13 mai 2022 après une nouvelle défaite face au leader du championnat, le Real Madrid (6-0 score final). Match auquel Pubill ne prend toutefois pas part.
Le 9 août 2023, Marc Pubill s'engage en faveur de l'UD Almería. Il signe un contrat courant jusqu'en juin 2029.
Marc Pubill rejoint l'Atlético de Madrid le 23 juillet 2025. Il signe un contrat de cinq ans, soit jusqu'en juin 2030.

### En sélection
Marc Pubill convoqué pour la première fois avec l'équipe d'Espagne des moins de 19 ans en octobre 2021. Il joue deux matchs avec cette sélection, tous deux en amical contre Israël.